# 핀란드 국민직능단체연합회
핀란드 국민직능단체연합회(핀란드어: Suomen Kansallinen Ammattikuntajärjestö 수오멘 칸살리넨 암맛티쿤타얘례스퇴[*], SKA)는 핀란드의 파시즘 노조다. 1935년 결성되어 피시즘 정당인 애국인민운동(IKL)과 제휴했다.
이 단체는 핀란드 노동자 대중 가운데서 IKL 지지세를 이끌어내기 위한 것으로서, 독일의 독일노동전선과 같은 코퍼러티즘 노동자 단체였다. SKA는 최저임금법을 지지하고, “정치파업”만 반대할 뿐 파업 자체를 반대하지 않았다는 점에서 국민연합당과 제휴하는 자유노동자동맹(여기는 아예 고용주들이 장악한 완전 어용이었다)과 차별화된 모습을 보였다. SKA는 노동쟁의조정절차 도입과 직장민주주의 개혁도 요구했다.
SKA의 표어는 “집단의 이익과 개인의 이익 이전에 전체의 이익”이었다. SKA는 좌익의 계급투쟁론을 명확히 반대했다. SKA는 IKL에 중요한 민족공동사회를 만들기 위해 노동환경을 개선해야 한다고 생각했다. 사회주의 노조운동가 가운데 전향해서 SKA에서 활동하는 사람들이 있었고, 심지어 핀란드 내전에 적위대로 참전했던 이가 전향하기도 했다. SKA 주석 유호 카베헤미오와 서기 술로 라이네부터 그런 전향자였다. 부주석은 IKL 당보인 『아얀 순타』 주필 라우노 칼리아였다. 그 밖에 IKL 정치인 빌호 안날라와 에이노 투오미바라가 이사로 참여했다. SKA는 계속전쟁이 종전하고 모스크바 휴전 협정 21조에서 모든 파시스트 단체를 금지하면서 다른 단체들과 함께 해산되었다.